# 寄生植物

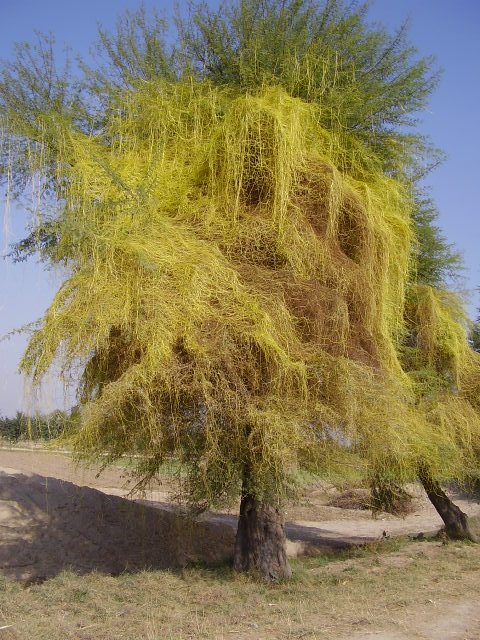
菟絲子屬為莖的全寄生植物，宿主是產於巴基斯坦的金合歡屬植物。

寄生植物是指植物的整個或部分生命週期，其營養乃全部或部分來自其他植物（寄主植物）者。寄生植物具特化的根，稱作 吸器（haustorium），會穿過宿主的組織達到木質部、或韌皮部，或二者皆有以吸取水份及養份。
目前已發現營寄生的開花植物大約有19科，4,100種。

## 分類
寄生植物具有下列的特性：
- 1a. 專性寄生（obligate parasite）——當寄生物沒有宿主時便無法完成其生活史者。
- 1b. 兼性寄生（facultative parasite）——當沒有宿主時，寄生物仍可以完成其生活史者。

- 2a. 莖寄生植物——寄生物著生（寄生）於宿主的莖。
- 2b. 根寄生植物——寄生物著生於宿主的根。

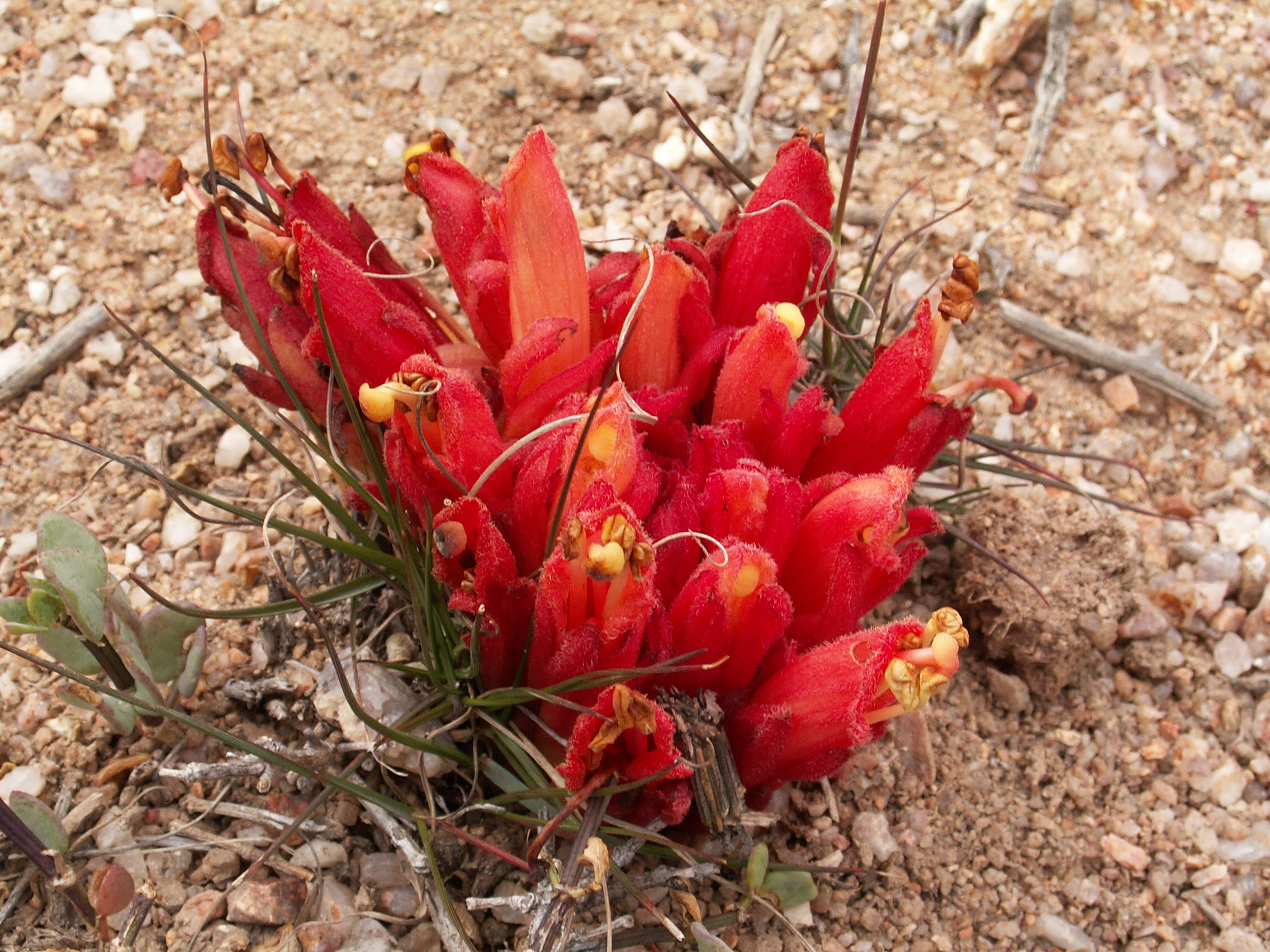
產於南非北開普省Namaqualand的全寄生性植物Hyobanche sanguinea。

- 3a. 全寄生植物（Holoparasite）——植株幾乎不具葉綠素，而完全寄生於另一植物的植物。
- 3b. 半寄生植物（Hemiparasite）——植株在自然狀態下是寄生性的，但本身具有某種程度的光合作用能力。半寄生植物可能僅吸取宿主的水份及礦物質，但還是有多種半寄生植物從宿主吸取有機營養素。

半寄生植物，可能可以應用到多個上述的三組特性之某一特性，例如：
- 生長於西澳的Nuytsia floribunda(Labill.) R.Br.（桑寄生科）是一種「專性寄生」的「半寄生」植物。
- 而分布歐洲到西亞的列當科植物Rhinanthus minor L.（Yellow rattle）是一種「兼性」「根部」「半寄生」植物。
- 槲寄生是「專性」「莖」的「半寄生」植物。

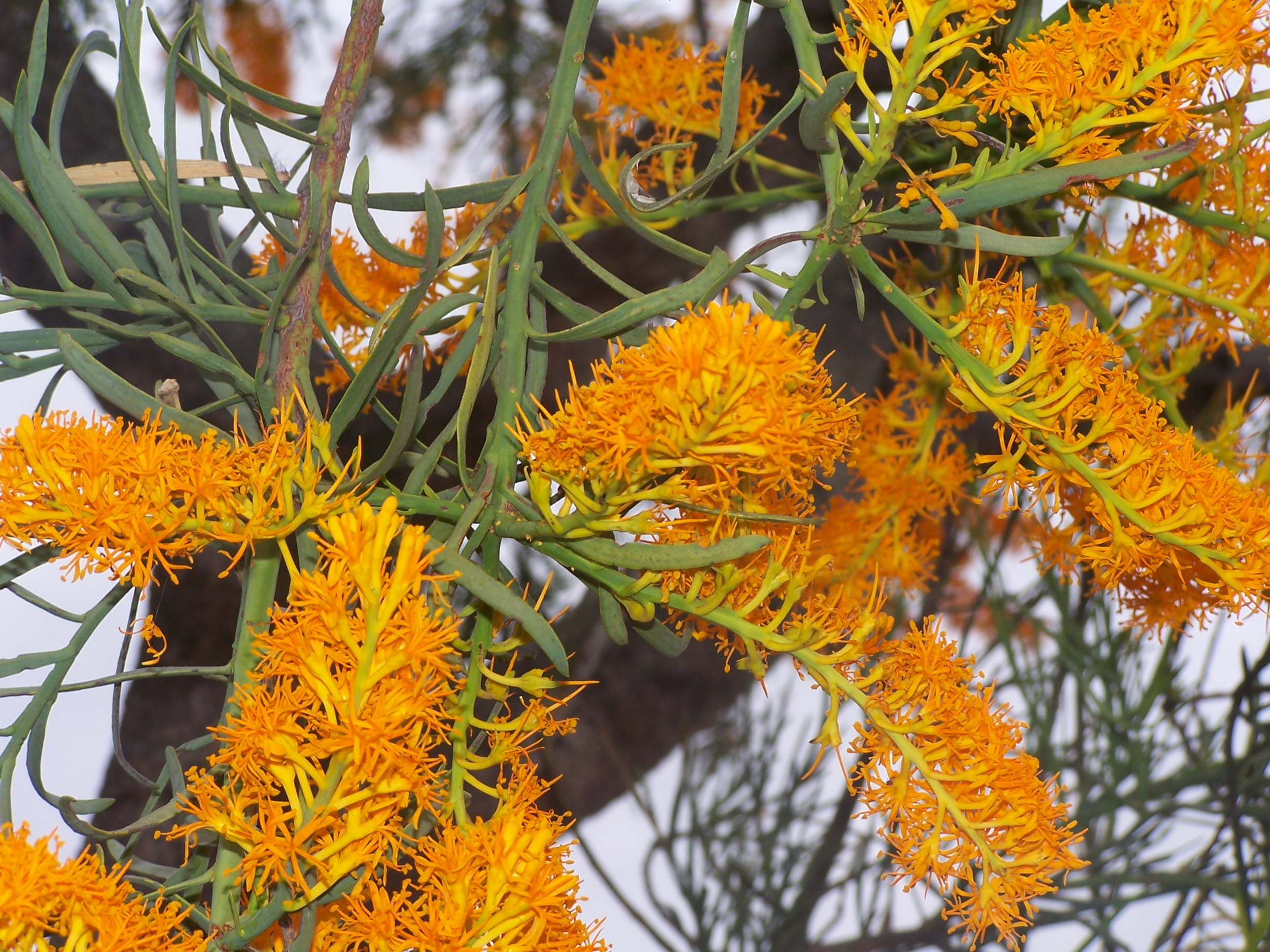
澳洲西部的Nuytsia floribunda(Labill.) R.Br.（桑寄生科）是一種專性寄生的半寄生植物。

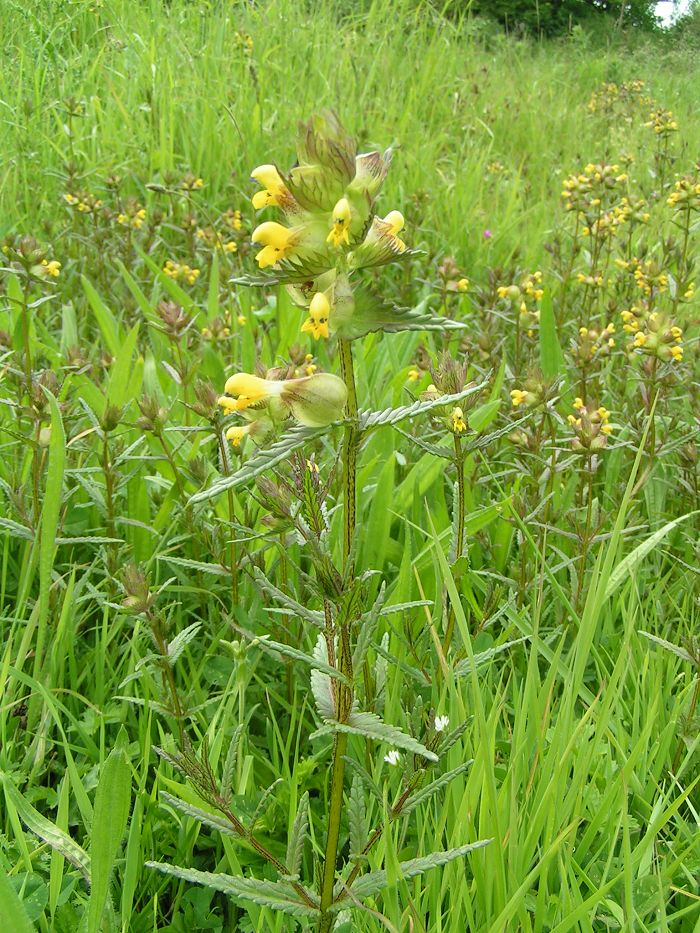
列當科植物Rhinanthus minor L.(Yellow rattle)

全寄生植物則一定是專性的，因而僅需二個詞，例如：菟絲子是「莖」的「全寄生」植物；產於非洲的Hydnora africana Thunb.是一種寄生於「根部」的「全寄生」植物。

## 重要性
- 獨腳金、列當、菟絲子等寄生於多種草本作物上造成經濟上的重大損失；槲寄生則導致森林、木本觀賞植物的損失。
- 霸王花（Rafflesia arnoldii R. Brown）是世界上最大花，直徑可達1米，在其原生地（印尼，蘇門達臘）是一項觀光資源。
- 彩杯花（Castilleja|Castilleja linariaefolia）是美國懷俄明州州的州花。
- 奧克拉荷馬州州旗上的標記植物為美國穗花桑寄生（Phoradendron serotinum）。
- 有些種類的寄生植物，由於其花具觀賞價值，可作園藝栽培，如：Nutysia及列當屬的植物
- 寄生植物在演化過程中，失去光合作用能力的原因，在演化生物學、生態學、植物生理學的研究上是個重要的材料與議題。
- 有相當的寄生植物，有時會被人們拿來當作為食物[2]。
- 西澳的Nuytsia floribunda有時候會損壞地下的電纜，它將電纜誤認為宿主，並於其上生成厚壁細胞構成的斷頭臺狀的構造[3]。

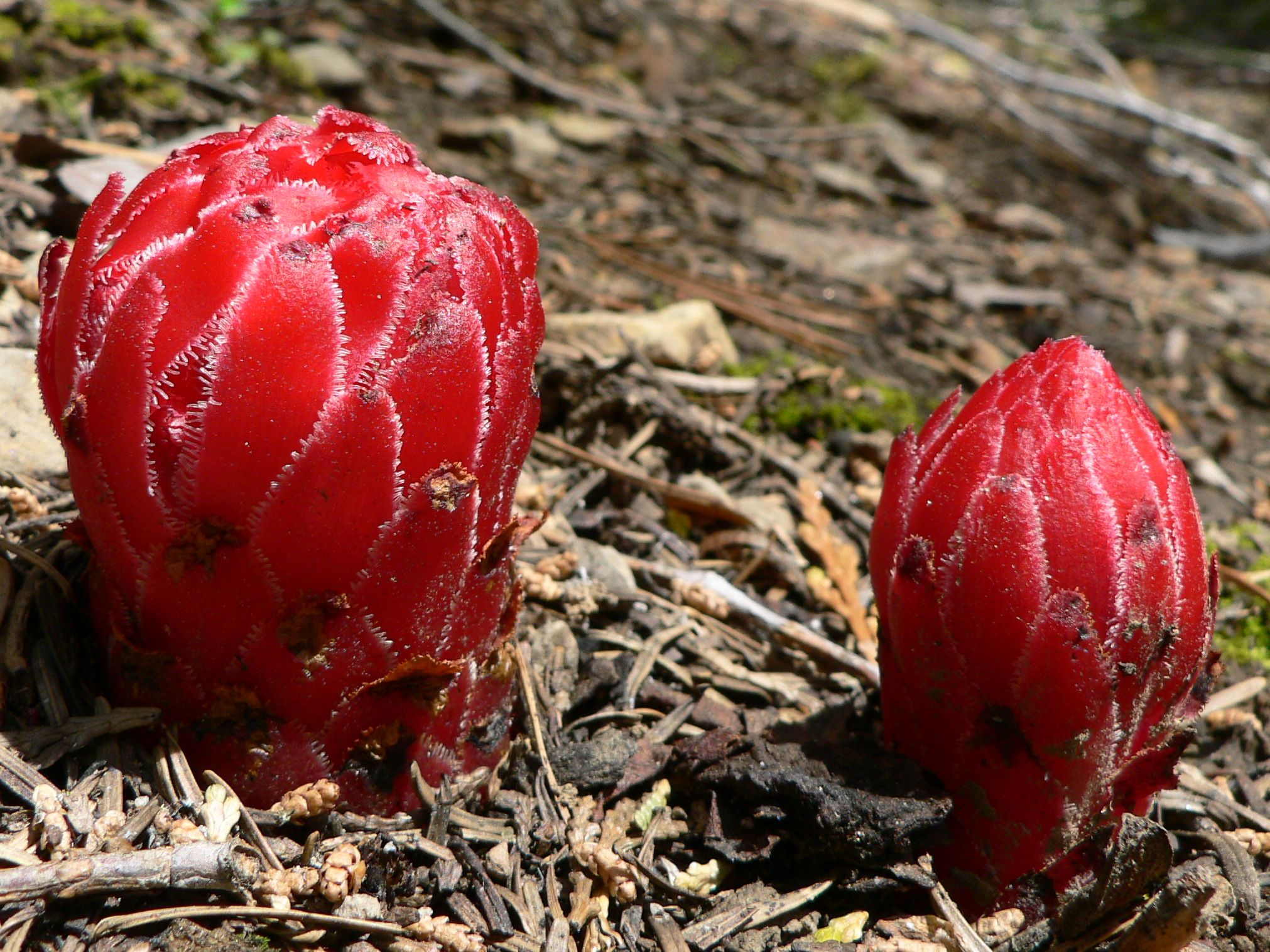
Newly emergent snow plant（Sarcodes sanguinea）, a fungus parasite

## 宿主
有些寄生植物能廣泛寄生於許多不同種類的宿主，例如：菟絲子屬、無根藤屬與Odontites verna。相對的，另一些寄生植物的宿主僅限於某些種類，甚至具專一性（specific）：全寄生性的Epifagus virginiana只寄生在美洲的大葉山毛櫸（Fagus grandifolia）；霸王花的宿主是葡萄科的崖爬藤屬植物。

## 植物寄生於真菌
大約有400種開花植物及1種裸子植物寄生在菌根菌（真菌）上。這些植物被稱為菌媒介異營植物（Myco-heterotrophs），而不稱為寄生植物。這類的植物利用真菌寄生在其他植物所形成的網路系統，與真菌共同分享來自宿主所固定的碳源。例如：
- 寄生羅漢松（Parasitaxus usta (Vieill.) de Laub.）：產於新喀里多尼亞，是唯一被發現的寄生性的裸子植物，寄生於同科的鐮葉羅漢松（Falcatifolium taxoides Brongn. & Gris de Laub.）的根部，可高達1.8米。
- 單花錫杖花（Monotropa uniflora L.，杜鵑花科）：分布於亞洲、北美洲、南美洲北部的溫帶地區。與其他的菌媒介異營植物相似，單花錫杖花只會寄生於少數種類的真菌，這些真菌都是紅菇科的成員[4]。
- snow plant（Sarcodes sanguinea Torr.，杜鵑花科）：產於北美洲。
- 西地下蘭（Western Underground Orchid, Rhizanthella gardneri R. S. Rogers）：產於澳洲西部，1928年才被發現的蘭科植物。它的養份完全來自當地的一種桃金孃科灌木，broom honey，所依靠的真菌是Thanatephorus gardneri。科學家研究發現[5]，它所具有的葉綠體的基因有70%遺失了，致使它雖然仍具有葉綠體，但不能行光合作用。極稀有，生活史皆在地下，甚至開花於地下[5]。
- 鳥巢蘭（bird's nest orchid, Neottia nidus-avis (L.) Rich.）：適應鹼性土壤的蘭科植物，產於伊朗北部森林中。
- sugarstick（Allotropa virgata Torr. & Gray）：產於美國太平洋沿岸西北部地區，海拔高度75米至3000米。此種杜鵑花科植物只寄生在松茸的菌絲體（mycelium）上，且被松茸採集者當作採松茸的指標[6]。

## 種子特性
寄生植物的種子，其萌發有多種不同的方式，可能是化學性的、或是機械性的，而且這些方式通常還得視其為莖寄生或是根寄生來決定。根寄生與莖寄生的種類都演化出一種或多種尋找到宿主的方法來保證其種子得以萌發。由於種子本身所攜帶的供種子萌發的資源少，為了在沒有宿主提供營養時期得以萌發，它們需要相當地接近宿主，還有部份的原因是大部份的寄生植物，無法進行自營生活（進行光合作用以自行製造養份）以支應其幼苗早期生長所需的營養需求。

### 寄生宿主根部種類
寄生於宿主根部的種類傾向於採取化學的方法萌發，為了能順利萌發，種子必需與宿主相當地接近。例如，獨腳金（Striga asiatica）的種子必需在距宿主3毫米至4毫米的距離之內，才能得到宿主根部的化學訊號（signal）而開始其萌發機制。寄生植物"感知"到的化學訊號，乃是在極近的距離下，由宿主根系所釋出並溶淋至根系附近的土壤中。這些化學訊號是多種的化合物，在土壤中並不穩定，容易被降解（degrade，分解），並且只會散布到根系有限的距離內（通常僅數米）。寄生植物的種子在土壤中如果距離宿主夠近，便能藉由土壤中這類化合物形成的梯度，朝向宿主萌發。此類的獨腳金酮化合物（strigolactones）能刺激種子內的乙烯合成而促使之發芽。
有多種可促使寄生植物種子萌發的化合物，第一個被分離出來的是獨腳金醇Strigol，最早是由非宿主植物棉花所分離出，但後來在玉米及小米這類宿主作物中找到。這些刺激種子萌發的化合物通常具有專一性，其他此類的化合物還包括高粱的獨腳金酮sorgolactone，紅苜蓿red clover的列當醇orobanchol及alectrol，以及日本野百合（Lotus japonicas，豆科）的5-deoxystrigol。經由植物類胡蘿蔔素合成途徑產生的Strigolactones是維他命A代謝物類化合物（apocarotenoids），同時它也是菌根菌的生長訊號化合物。

### 寄生宿主莖部種類
不像大部份的寄生於宿主根部的種類之胚乳具有足夠的資源（營養）可提供發芽之用，寄生宿主莖部的種類可以在發芽後存活一小段時間。例如，菟絲子的種子，在掉落土表後，可以維持長達5年的休眠期，種子胚乳裡的養份可提供它萌發時所需的能量，一旦萌發，在種子資源耗竭前，它有6天的時間讓它與宿主建立起連結（生成吸器進入宿主）。
菟絲子於土表上萌發後，其幼莖在找到宿主前可成長至68厘米長。它有二種方法可以找到宿主：菟絲子的莖可以"感知"到宿主的"氣味"，並朝向宿主生長。科學家取（α-pinene, β-myrcene, and β-phellandrene）等採自蕃茄植株的化合物，試驗C. pentagona的幼莖，發現，它會會朝著這些化合物的方向生長。另外的研究則指出，經由植株附近植物反射的光（光質與光量），菟絲子可以選擇具有高醣產量的植物，因為這些植物葉片反射的光會顯示出其中的葉綠素含量。一旦菟絲子發現了宿主，便會纏繞上宿主的莖。此時其不定根會穿入宿主的莖，發育成特化的吸器與宿主的維管束組織產生連結；在其生長過程中，它會產生多個吸器與宿主連結。

## 台灣的寄生植物
台灣有7科、35個分類群的寄生植物記錄：
1. 桑寄生科Loranthaceae（18種）
2. 蛇菰科Balanophoraceae（4種）
3. 列當科Orobanchaceae（4種）
4. 旋花科Convolvulaceae（3種、2變種即5群）
5. 帽蕊草科Mitrastemonaceae（2種）
6. 樟科Lauraceae（1種）
7. 遠志科Polygalaceae（1種）

## 延伸閱讀
- Digital Atlas of Cuscuta (Convolvulaceae)Archive-It的存檔，存档日期2014-06-07
- The Parasitic Plant Connection（页面存档备份，存于）
- The Strange and Wonderful Myco-heterotrophs（页面存档备份，存于）
- Parasitic Flowering Plants（页面存档备份，存于）
- The Mistletoe Center
- Parasitic Plants Biology Study Guide（页面存档备份，存于）
- Nickrent, Daniel L. 2002. Parasitic plants of the world.
- Calladine, Ainsley and Pate, John S.  2000. Haustorial structure and functioning of the root hemiparastic tree Nuytsia floribunda (Labill.) R.Br. and water relationships with its hosts. Annals of Botany 85: 723-731.（页面存档备份，存于）
- Milius, Susan. 2000. Botany under the mistletoe: Twisters, spitters, and other flowery thoughts for romantic moments. Science News 158: 411.（页面存档备份，存于）
- Hibberd, Julian M. and  Jeschke, W. Dieter. 2001. Solute flux into parasitic plants. Journal of Experimental Botany 52: 2043-2049.（页面存档备份，存于）